# Stefan Maurer (Radsportler)
Stefan Maurer (* 6. Oktober 1960 in Schaffhausen; † 28. Januar 1994 in Thailand) war ein Schweizer Radrennfahrer.
Stefan Maurer startete in den 1980er Jahren als Amateur für den VC Hirslanden. 1983 war er in der Baden-Rundfahrt (einem Vorgänger der Regio-Tour) erfolgreich. 1984 gewann er die Österreich-Rundfahrt und eine Etappe der Ostschweizer Rundfahrt. Im selben Jahr wurde er Schweizer Vize-Meister im Strassenrennen und Dritter der Meisterschaft von Zürich. Bei den Olympischen Sommerspielen 1984 in Los Angeles belegte er im Strassenrennen Rang zwölf.
Im Jahr darauf wurde Maurer Profi und fuhr für das Radsportteam Cilo-Aufina. Bei seinem zweiten Rennen als Profi stürzte er im Februar 1985 in Italien schwer. Er sass fortan im Rollstuhl und musste seine Karriere beenden. Am 28. Januar 1994 starb Stefan Maurer bei einem Tauchunfall in Thailand.